# Pitomba (Eugenia luschnathiana)
De pitomba (Eugenia luschnathiana) is een plant uit de mirtefamilie (Myrtaceae). Het is een struik of tot 9 m hoge, groenblijvende boom, die endemisch is in Bahia, een deelstaat van Brazilië. De bladeren zijn tegenoverstaand, langwerpig-lancetvormig, tot 7,5 cm lang, glanzend donkergroen aan de bovenzijde en dof bleekgroen aan de onderzijde. De witte bloemen groeien aan lange bloemstelen in de bladoksels. Ze bestaan uit vier kroonbladeren.
De vruchten zijn 2-3,5 cm groot, rond en geel tot lichtoranje van kleur. Het vruchtvlees is oranje, sappig en heeft een aangename zoetzure, aromatische smaak die lijkt op abrikoos. De vrucht bevat één tot vier, tot 1,6 cm grote zaden.
De boom is intolerant voor alkalische grond en heeft vochtige, zure grond nodig. Vanwege deze reden wordt de pitomba vaak geënt op een onderstam van de Surinaamse kers (Eugenia uniflora), die wel tolerant is voor alkalische grond.